# Улица Дыбенко (станция метро)
«У́лица Дыбе́нко» — конечная станция Лахтинско-Правобережной линии Петербургского метрополитена.
Открыта 1 октября 1987 года в составе участка «Проспект Большевиков» — «Улица Дыбенко». Расположена между действующей станцией «Проспект Большевиков» и планируемой «Кудрово».
Станция названа по расположению на одноимённой улице. Единственная в городе станция, названная по имени проезда, в названии которой присутствует слово «улица». Самая восточная станция метро на правобережье Невы: ещё более восточной является станция метро «Рыбацкое» в том же Невском районе на левом берегу Невы, расположенная на 1 минуту восточной долготы восточнее «Улицы Дыбенко».

## Название станции
В проекте станция носила названия «Красных комиссаров» (это название было отражено в официальном карманном календарике со схемой метро) и «Весёлый посёлок».
В 2007 году и Метрополитен, и Топонимическая комиссия Петербурга подтвердили, что в 2006 году было подготовлено решение о переименовании станции в «Весёлый посёлок». Решение могло вступить в силу только при условии подписи губернатора.
В конце лета 2007 года Топонимическая комиссия приняла решение рекомендовать правительству города это переименование, и если бы правительство города приняло утвердительное решение по этому вопросу, то после ввода в эксплуатацию Фрунзенского радиуса, при изменении всей системы оповещения были бы изменены и названия станций. В Топонимической комиссии оценивали возможность переименования как 50 на 50 и в итоге переименование не состоялось.

## Наземные сооружения
Павильон станции выполнен по проекту архитекторов В. Г. Хильченко, К. Г. Леонтьевой и располагается на пересечении проспекта Большевиков и улицы Дыбенко. Выполнен в форме четырёхугольника, с высоким гранитным порталом, устроенным на скошенном углу, который ориентирован к перекрёстку. Витражная плоскость портала несколько заглублена в объём павильона. К проспекту и улице павильон обращён глухими, облицованными известняком стенами, «обогащенными» одним элементом — нишами.
Эскалаторный зал перекрыт железобетонным куполом. Уходящий вверх шатёр подсвечивается массивным «фартуком», опоясывающим зал по кругу.

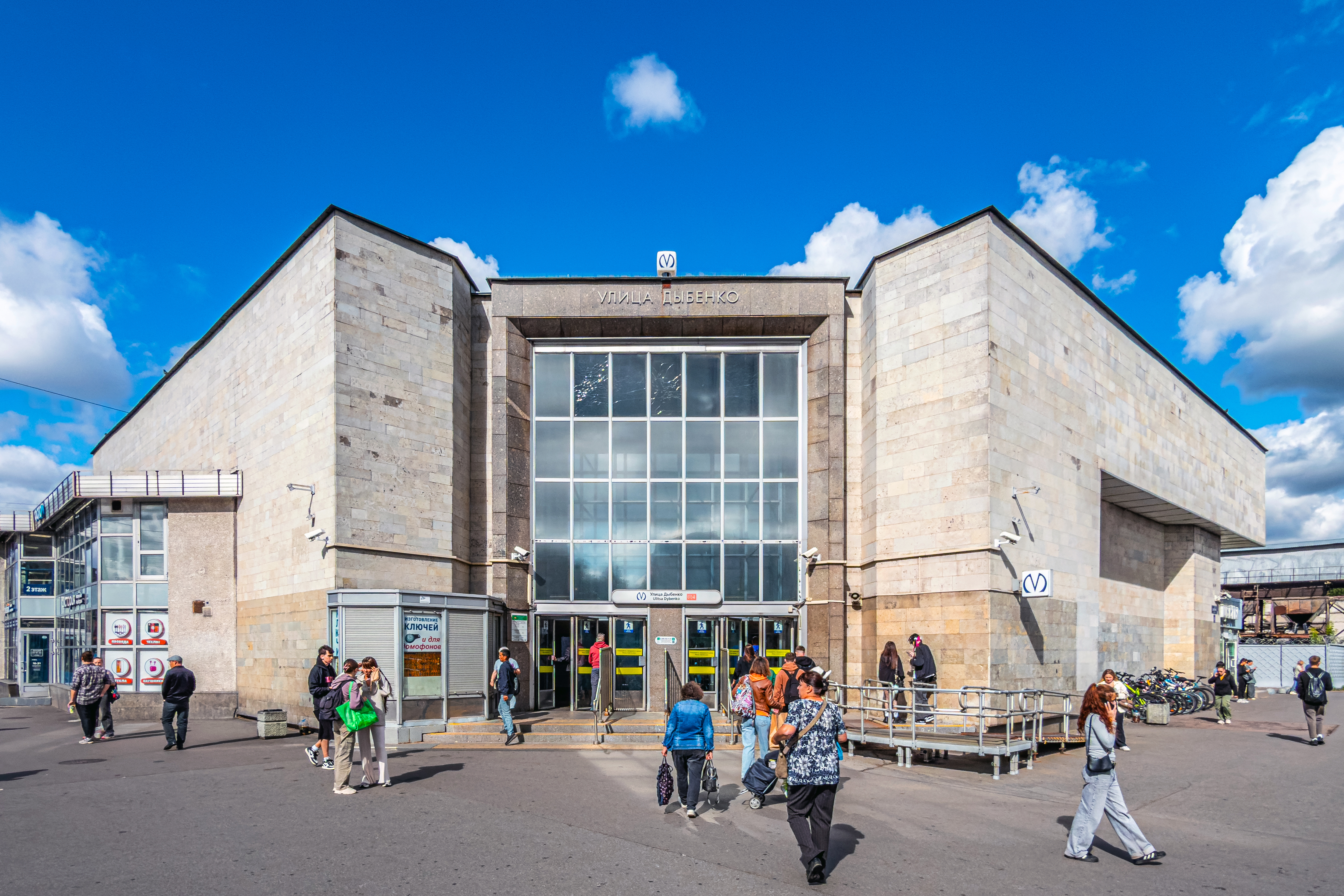
Павильон
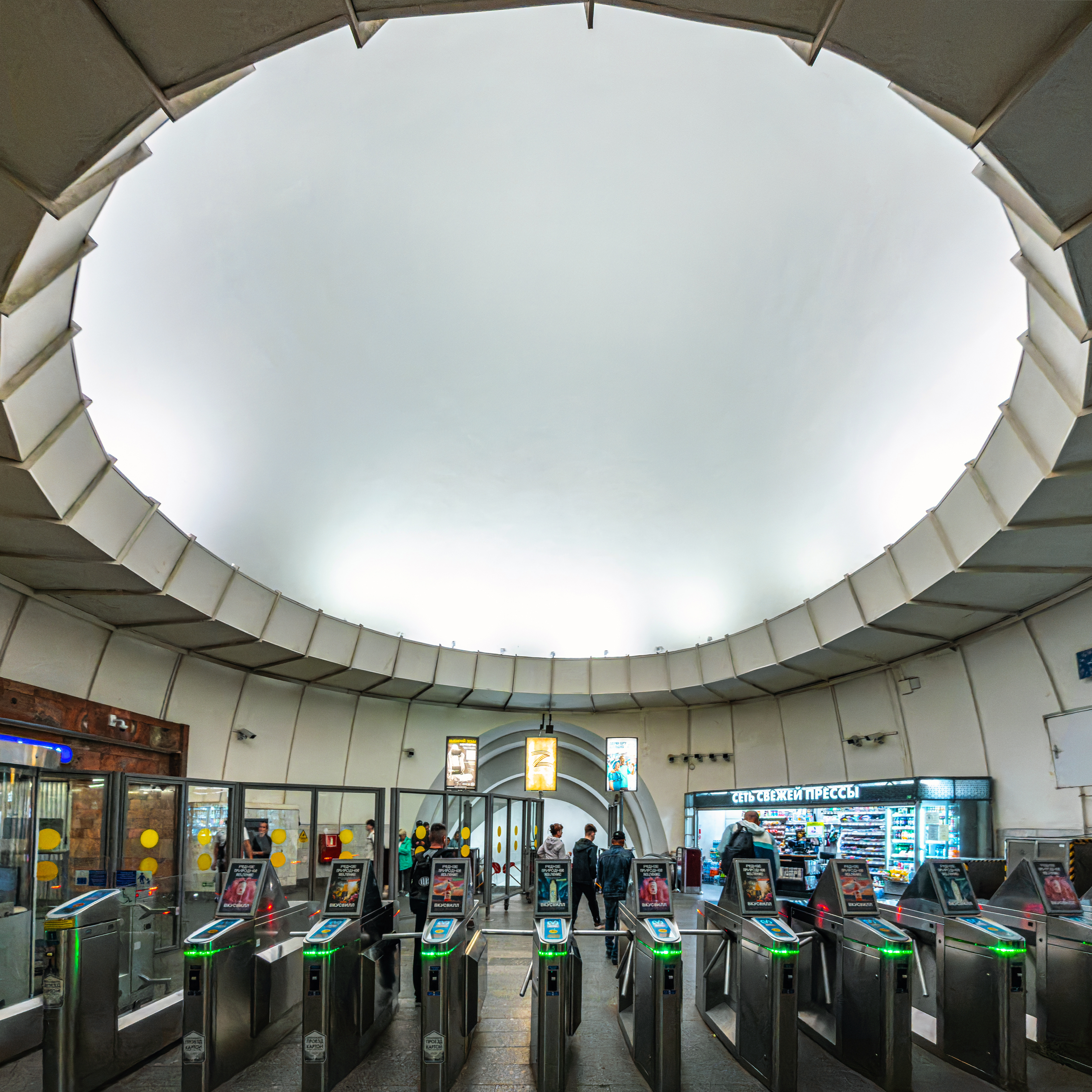
Эскалаторный зал

## Подземные сооружения
«Улица Дыбенко» — колонно-стеновая станция глубокого заложения (глубина ≈ 61 м). Сооружена по проекту архитекторов О. Г. Кравцова, М. П. Антонова и Г. А. Васильева.
Тематика художественного оформления станции — революционная борьба за светлые идеалы. Порталы перронного зала, формирующие двухрядную колоннаду станции, облицованы тёмно-серым гранитом. Путевые стены выложены бело-жёлтым мрамором. Белый свод подземного зала подсвечивается закарнизными лампами.
Ряды колонн прерываются короткими стенками в начале, середине и конце зала. Они украшены шестью мозаичными композициями, выполненными из камня. На художественно оформленных мозаиках-пиктограммах изображены: сноп пшеницы; строй штыков; серп; молот; пламя; развевающийся флаг.
Торец центрального зала украшает большое мозаичное панно, также сделанное из камня. На панно изображена молодая, одетая в кожанку женщина, с винтовкой в одной руке и книгой с лозунгом «СВОБОДА МИР БРАТСТВО РАВЕНСТВО ТРУД» в другой, олицетворяющая молодую Советскую Республику (художники И. Г. Уралов, С. Н. Репин, Н. П. Фомин и В. В. Сухов).
Наклонный ход, содержащий четыре эскалатора, расположен в южном торце станции; в 2019 году светильники наклонного хода были заменены со «световых столбиков» на «факелы».

## События
14 ноября 2011 года на станции метро «Улица Дыбенко» на 76-м году жизни от сердечного приступа умер легендарный российский диджей MC Вспышкин, переживший ленинградскую блокаду.

## Путевое развитие
За станцией расположен пятистрелочный оборотный тупик.
Отстойный тупик 1-го пути продолжается тоннелем протяжённостью около 1,5 км без рельсов в сторону перспективной станции «Кудрово» (проектное название — «Народная») в городе Кудрово, построенным в конце 1980-х и законсервированным в 1996 году.
Тоннель проходит прямо под проспектом Большевиков, около изгиба у гипермаркета «Перекрёсток» заворачивает на восток. Тоннель заканчивается демонтажной камерой щита с надписью «до Народной — 600 метров». Также на стенах тоннеля можно увидеть надписи «год 1996».

## Особенности
За вестибюлем станции находится не вентиляционная шахта, как обычно, а шахтный ствол № 534 ОАО «Метрострой». Их обычно убирают при окончании строительства и преобразовывают в вентшахты. Однако в связи с тем, что планируется продолжение строительства линии в Кудрово, шахтный ствол был оставлен. Однако на его шкивах отсутствуют лебёдочные тросы, так как подъёмное оборудование демонтировано. Сама шахта существует ещё с 1982 года и таким образом является старейшей рабочей шахтой метростроя в Ленинграде-Петербурге.

## Наземный общественный транспорт

### Автобусные маршруты

#### Городские
| №         | Пересадки | Конечный пункт 1      | Конечный пункт 2                  |
| --------- | --- | --------------------- | --------------------------------- |
| 4         | - | река Оккервиль        | Уткина Заводь                     |
| 97        | Рыбацкое Пролетарская Ломоносовская | Завод ЖБИ-1           | Улица Коллонтай, 47               |
| 140       | Ломоносовская Проспект Большевиков | Сортировочная         | Улица Коллонтай, 47               |
| 191       | Проспект Большевиков Новочеркасская Площадь Александра Невского Московский вокзал Площадь Восстания Маяковская Гостиный Двор Невский Проспект Адмиралтейская Спортивная Чкаловская | к/ст «Река Оккервиль» | Петроградская                     |
| 228       | - | Ломоносовская         | река Оккервиль                    |
| 233       | - | к/ст «Река Оккервиль» | Кудрово, ТК «Мега»                |
| 234       | - | к/ст «Река Оккервиль» | Площадь Ленина Финляндский вокзал |
| 255А 255Б | - | Проспект Большевиков  | Проспект Большевиков              |
| 264       | Проспект Большевиков Ломоносовская Елизаровская | Пискарёвка            | Большой Смоленский проспект       |
| 285       | - | к/ст «Река Оккервиль» | Уткина Заводь                     |
| 288       | Проспект Славы Ломоносовская Проспект Большевиков | Купчино               | Улица Маршала Тухачевского        |

#### Пригородные
| №    | Пересадки                 | Конечный пункт 1     | Конечный пункт 2               |
| ---- | ------------------------- | -------------------- | ------------------------------ |
| 469  | -                         | река Оккервиль       | Садоводство «Восход-2»         |
| 485  | Колтуши                   | река Оккервиль       | Садоводство «Чёрная Речка»     |
| 492А | 7 км                      | Улица Дыбенко        | Заневка, Ладожская улица       |
| 511  | Черная Речка 21 км        | Улица Дыбенко        | имени Морозова, улица Хесина   |
| 565  | -                         | Улица Дыбенко        | Кировск, автостанция           |
| 575  | -                         | Улица Дыбенко        | Шлиссельбург, Красная площадь  |
| 579  | -                         | Улица Дыбенко        | Приладожский                   |
| 596Б | -                         | Улица Дыбенко        | Кудрово, проспект Строителей   |
| 692  | -                         | Улица Дыбенко        | Кудрово, ТК «Лента»            |
| 692А | -                         | Улица Дыбенко        | Большие Пороги                 |
| 801  | Улица Дыбенко             | Проспект Большевиков | Дубровка, Ленинградская улица  |
| 847  | -                         | Улица Дыбенко        | Новая Ладога, Пионерская улица |
| 879Д | Волховстрой Волховстрой-2 | Улица Дыбенко        | Волхов, Авиационная улица      |

Жирным отмечены маршруты пригородных автобусов, временно перенаправленных к станции метро из-за закрытия станции метро  Ладожская.

### Трамвайные маршруты
| №  | Пересадки                                 | Конечный пункт 1      | Конечный пункт 2                  |
| -- | ----------------------------------------- | --------------------- | --------------------------------- |
| 7  | Ломоносовская Площадь Александра Невского | проспект Солидарности | Перекупной переулок               |
| 23 | Новочеркасская                            | проспект Солидарности | Площадь Ленина Финляндский вокзал |
| А  | Проспект Большевиков                      | к/ст «Река Оккервиль» | к/ст «Река Оккервиль»             |

### Троллейбусные маршруты
| №  | Пересадки                               | Конечный пункт 1      | Конечный пункт 2                  |
| -- | --------------------------------------- | --------------------- | --------------------------------- |
| 14 | Ломоносовская                           | к/ст «Река Оккервиль» | Площадь Александра Невского       |
| 27 | Ломоносовская Проспект Славы Московская | к/ст «Река Оккервиль» | площадь Конституции               |
| 43 | Проспект Большевиков                    | к/ст «Река Оккервиль» | Площадь Ленина Финляндский вокзал |